# Nāḩiyat Ma‘dān
Nāḩiyat Ma‘dān (arabiska: ناحية معدان) är ett subdistrikt i Syrien.   Det ligger i provinsen ar-Raqqah, i den nordöstra delen av landet, 400 km nordost om huvudstaden Damaskus.
Trakten runt Nāḩiyat Ma‘dān består till största delen av jordbruksmark. Runt Nāḩiyat Ma‘dān är det ganska tätbefolkat, med 83 invånare per kvadratkilometer.